# الحاط (الملاجم)

تعديل مصدري - تعديل

الحاط هي إحدى قرى عزلة ال منصور الملاجم بمديرية الملاجم التابعة لمحافظة البيضاء، بلغ تعداد سكانها 331 نسمة حسب تعداد اليمن لعام 2004.